# یواس‌اس بیرمنگام (سی‌ال-۶۲)
یواس‌اس بیرمنگام (سی‌ال-۶۲) (به انگلیسی: USS Birmingham (CL-62)) یک کشتی بود که طول آن ۶۱۰ فوت ۱ اینچ (۱۸۵٫۹۵ متر) بود. این کشتی در سال ۱۹۴۲ ساخته شد.